# 肯特蘭 (印地安納州)
肯特蘭（英語：Kentland）是一個位於美國印地安納州牛頓縣的城鎮。根據2010年美國人口普查，該地人口為1748人，而該地的面積約為3.50平方千米。同時該地也是牛頓縣的縣治。

## 地理
肯特蘭的座標為40°46′11″N 87°26′46″W / 40.76972°N 87.44611°W，而該地的平均海拔高度為208米（即682英尺）。